# Етторе Спалетті
Етторе Спаллетті (26 січня 1940 — 11 жовтня 2019) — італійський художник. Він виставлявся на Documenta (виставка сучасного мистецтва , яка проходить кожні п'ять років в місті Кассель, Німеччина) в 1982 і 1992 роках і представляв Італію на Венеціанському бієнале в 1997 році. Спаллетті був відомий переважно своїми світло-блакитними монохромними картинами, які він створював на різних поверхнях, і своїм творчим використанням світла. Спаллетті все життя жив і працював у своєму рідному місці Каппелле-суль-Таво в Абруццо.